# Kholpetua River
Kholpetua River är ett vattendrag i Bangladesh.   Det ligger i provinsen Khulna, i den södra delen av landet, 200 km sydväst om huvudstaden Dhaka.
Trakten runt Kholpetua River består huvudsakligen av våtmarker. Runt Kholpetua River är det ganska tätbefolkat, med 144 invånare per kvadratkilometer.